# Niceteria macrocosma
Niceteria macrocosma är en fjärilsart som beskrevs av Oswald Beltram Lower 1899. Niceteria macrocosma ingår i släktet Niceteria och familjen mätare. Inga underarter finns listade i Catalogue of Life.

## Bildgalleri

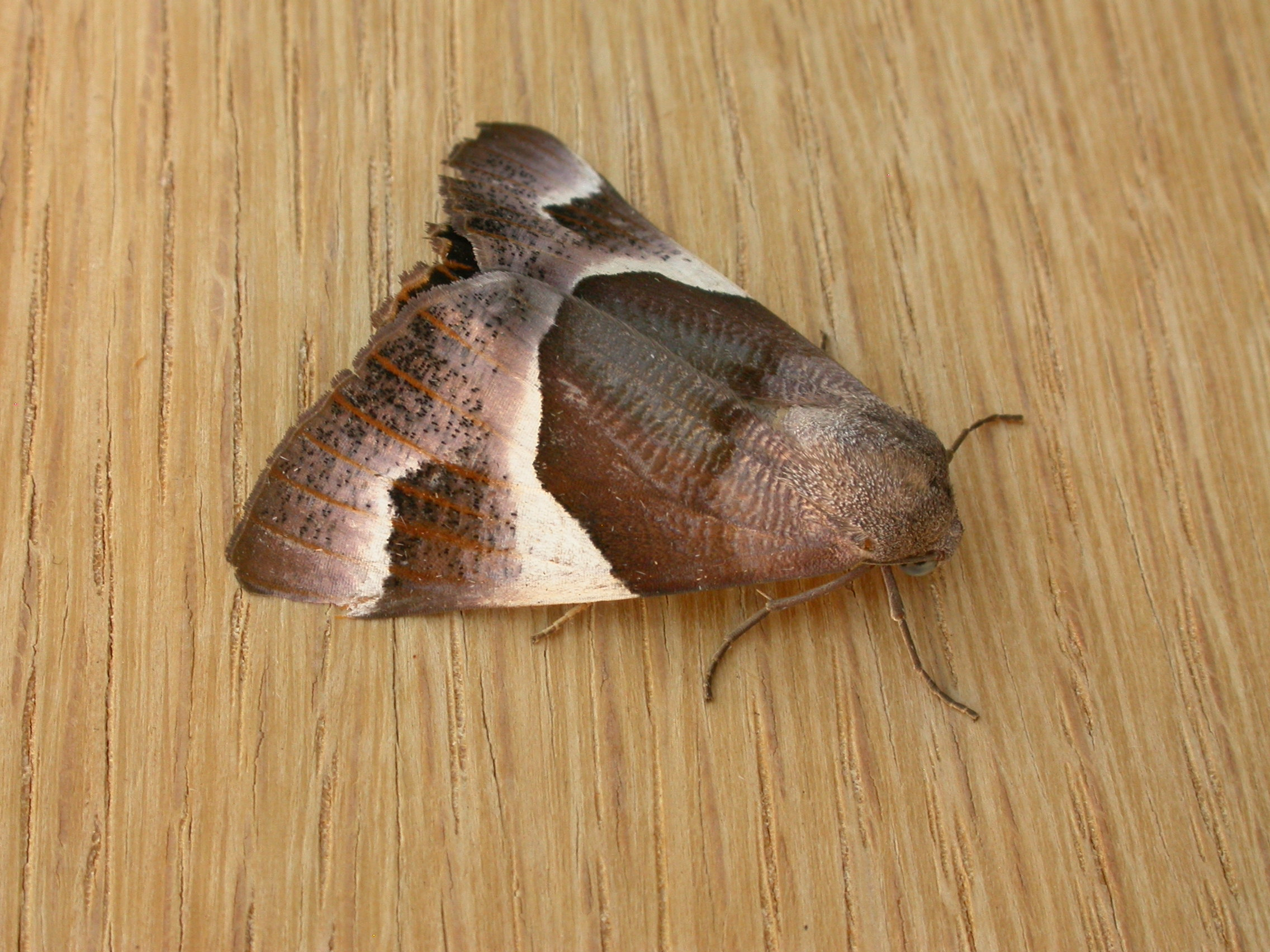